# Großsteingrab Laskowo
Das Großsteingrab Laskowo (auch Großsteingrab Groß Latzkow genannt) war eine megalithische Grabanlage der jungsteinzeitlichen Trichterbecherkultur bei Laskowo (deutsch Groß Latzkow), einem Ortsteil von Przelewice (deutsch Prillwitz) in der Woiwodschaft Westpommern in Polen. Es wurde im 19. Jahrhundert zerstört.

## Lage
Das Grab befand sich etwa 800 Schritt (ca. 600 m) nördlich des Vorwerks Groß Latzkow.

## Beschreibung
Die Anlage besaß ein ungefähr nord-südlich orientiertes trapezförmiges Hünenbett mit einer Länge von 8 Ruten (ca. 30 m) und einer Breite von 2 Ruten (ca. 7,5 m). Die Stirnseite des Betts lag im Süden und die Schmalseite im Norden. Über eine Grabkammer ist nichts bekannt.